# Sun King
Sun King is het tiende nummer van het album Abbey Road van The Beatles en het tweede nummer van de Abbey Road-medley. Het nummer is nooit uitgebracht op single, maar kwam op het album uit in 1969. Het nummer is in eerste instantie geschreven door John Lennon, maar later ook door Paul McCartney. Na 58 seconden zingen ze 'Here comes the sun king', dit is ook tijdelijk de titel geweest tijdens de opnames. Hierna volgt een absurdistisch amalgaam van Romaanse talen.
Het nummer is sterk geïnspireerd op Albatross van Fleetwood Mac van een jaar daarvoor. Beide nummers bestaan slechts uit twee akkoorden: Emaj7 en F#m.

## Muzikanten
- John Lennon – Zang, slaggitaar, maracas
- Paul McCartney – Achtergrondzang, basgitaar
- George Harrison – Achtergrondzang, leadgitaar
- Ringo Starr – Drums, bongo's
- George Martin – Lowreyorgel